# 2 август
2 август е 214-ият ден в годината според григорианския календар (215-и през високосна). Остават 151 дни до края на годината.

## Събития
- 338 пр.н.е. – армията на Филип II постига решителна победа в Битката при Херонея, което осигурява хегемония на македонското царство в Гърция.
- 216 пр.н.е. – Втора пуническа война: Картагенските сили водени от Ханибал разгромяват армията на Римската република в Битката при Кана, едно от най-големите тактически сражения във военната история.
- 47 пр.н.е. – Армията на Гай Юлий Цезар разбива войските на боспорския цар Фарнак II и изпраща до Римския сенат своето прочуто съобщение Veni, vidi, vici. (Дойдох, видях, победих.).
- 1330 г. – След смъртта на цар Михаил III Шишман, на българския престол се възкача сръбкинята Анна Неда – неговата първа съпруга и сестра на сръбския крал Стефан Урош III Дечански.

- 1802 г. – Наполеон I Бонапарт е обявен от Френския сенат за пожизнен консул на Франция, което му дава правото да посочва своя наследник.
- 1870 г. – В Лондон е открит железопътният тунел Тауър под река Темза, което е първото метро в света.
- 1887 г. – Германският принц Фердинанд I Сакскобургготски е коронован в Търново за княз на българите.
- 1891 г. – В подножието на връх Бузлуджа се провежда тайно събрание, наречено по-късно Бузлуджански конгрес, с което се създава Българската социалдемократическа партия (БСДП).
- 1897 г. – Подписана е конвенция между Княжество България и Франция за изграждане на Военноморските сили на България.
- 1903 г. – В Османската империя избухва Илинденско-Преображенското въстание организирано от Вътрешната Македоно-Одринска революционна организация и местните българи.
- 1921 г. – Междусъюзническата контролна комисия връчва ултиматум на българското правителство за разформиране на въоръжените сили.
- 1923 г. – Калвин Кулидж става 30-ия президент на САЩ, след като предшественика му Уорън Хардинг умира от сърдечен удар.
- 1932 г. – Американският физик от шведски произход Карл Андерсън открива позитрона, за което през 1936 г. става носител на Нобелова награда за физика.

- 1934 г. – Адолф Хитлер се самопровъзгласява за фюрер след смъртта на президента Паул фон Хинденбург и получава цялата власт в Германия.
- 1944 г. – В Пчинския манастир е свикано Първото заседание на АСНОМ, което конституира Народна република Македония в рамките на Югославия.
- 1945 г. – Втората световна война: Завършва Потсдамската конференция.
- 1974 г. – Народна република България установява дипломатически отношения с Венецуела и Тайланд.
- 1980 г. – Тероризъм: Бомба експлодира на жп гарата в Болоня (Италия), убивайки 85 души и ранявайки над 200.
- 1985 г. – Полет 191 на „Делта Еър Лайнс“ катастрофира край Далас, Тексас, умират 137 души.
- 1988 г. – В 17:29 ч. при излитане от София за Варна катастрофира самолет Як-40 на БГА Балкан; загиват 27 и са ранени 10 пътници.
- 1990 г. – Ирак окупира Кувейт, което довежда до намеса на войски на ООН и до Войната в Персийския залив.

## Родени
1974 г. - Юлиян Германов
Български Артист
- 1627 г. – Самуел ван Хоогстратен, холандски художник († 1678 г.)
- 1696 г. – Махмуд I, султан на Османската империя († 1754 г.)
- 1788 г. – Леополд Гмелин, немски химик († 1853 г.)
- 1815 г. – Бернхард Ернст фон Бюлов, немски и датски дипломат († 1879 г.)
- 1820 г. – Джон Тиндал, ирландски физик († 1893 г.)
- 1829 г. – Феликс Каниц, унгарски археолог и етнограф († 1904 г.)
- 1848 г. – Йозеф Шмаха, чешки актьор, режисьор и педагог († 1915 г.)
- 1849 г. – Мария-Пия Бурбонска, херцогиня на Парма и Пиаченца († 1882 г.)
- 1866 г. – Адриан Жерлаш дьо Гомери, белгийски изследовател († 1934 г.)
- 1870 г. – Константин Живков, български военен деец
- 1872 г. – Борис Гайгуров, български просветен деец и революционер († 1968 г.)
- 1876 г. – Александър Белич, сръбски филолог († 1960 г.)
- 1877 г. – Стоян Филипов, български революционер и политик († 1944 г.)
- 1882 г. – Иван Джонев, български революционер († 1967 г.)
- 1884 г. – Ромуло Галегос, венецуелски писател и политик († 1969 г.)
- 1888 г. – Теодоси Даскалов, български военен деец († 1945 г.)
- 1892 г. – Джак Уорнър, канадски кинопродуцент († 1978 г.)
- 1893 г. – Асен Греков, военен деец († 1954 г.)
- 1905 г. – Мирна Лой, американска актриса († 1993 г.)
- 1906 г. – Бончо Несторов, български писател и журналист († 1987 г.)
- 1915 г. – Ружа Делчева, българска актриса († 2002 г.)
- 1924 г. – Христо Ганев, български сценарист († 2021 г.)
- 1932 г. – Питър О'Тул, ирландски актьор († 2013 г.)
- 1940 г. – Коле Мангов, писател от Република Македония († 2013 г.)
- 1942 г. – Исабел Алиенде, чилийска писателка
- 1943 г. – Макс Райт, американски актьор († 2019 г.)
- 1946 г. – Нева Кръстева, българска композиторка
- 1951 г. – Джо Лин Търнър, американски рок певец
- 1951 г. – Марчел Юреш, румънски актьор
- 1956 г. – Красимир Доков, български актьор
- 1960 г. – Оливие Грюнер, френски актьор
- 1963 г. – Васил Киров, български юрист
- 1969 г. – Фернандо Коуто, португалски футболист
- 1974 г. – Анджи Сепеда, колумбийска актриса
- 1975 г. – Димитър Илиев, български автомобилен състезател
- 1975 г. – Минейро, бразилски футболист
- 1976 г. – Кати Вилхелм, немска биатлонистка
- 1976 г. – Сам Уортингтън, австралийски актьор
- 1976 г. – Тони Стораро, български попфолк изпълнител
- 1977 г. – Марк Ризо, американски китарист
- 1978 г. – Бойко Косев, български футболист
- 1978 г. – Горан Гавранчич, сръбски футболист
- 1983 г. – Хатидже Шендил, турска актриса
- 1984 г. – Елена Паришева, българска попфолк певица
- 1996 г. – Симон Манюел, американска плувкиня

## Починали
- 257 г. – Стефан I, римски папа (* ? г.)
- 640 г. – Северин, римски папа (* ? г.)
- 686 г. – Йоан V, римски папа (* 635 г.)
- 1100 г. – Уилям II, крал на Англия (* ? г.)
- 1589 г. – Анри III, крал на Франция, последният представител на династията Валоа (* 1551 г.)
- 1667 г. – Франческо Боромини, италиански архитект (* 1599 г.)
- 1813 г. – Софроний Врачански, български свещенослужител (* 1739 г.)
- 1815 г. – Гийом Брюн, френски маршал (* 1763 г.)
- 1823 г. – Лазар Карно, френски генерал, политик и математик (* 1753 г.)
- 1911 г. – Апостол войвода, български революционер (* 1869 г.)
- 1911 г. – Георги Мучитанов, български революционер (* 1882 г.)
- 1917 г. – Никола Рясков, български военен деец (* 1856 г.)
- 1921 г. – Енрико Карузо, италиански тенор (* 1873 г.)
- 1922 г. – Александър Бел, американски физик с шотландски произход (* 1847 г.)
- 1923 г. – Уорън Хардинг, 29-и президент на САЩ (* 1865 г.)
- 1936 г. – Луи Блерио, конструктор и летец (* 1872 г.)
- 1938 г. – Константин Батолов, български политик (* 1878 г.)
- 1940 г. – Асен Траянов, български изследовател (* 1885 г.)
- 1945 г. – Пиетро Маскани, италиански композитор (* 1863 г.)
- 1946 г. – Андрей Власов, руски офицер (* 1901 г.)
- 1963 г. – Георги Абаджиев, македонски писател (* 1910 г.)
- 1973 г. – Жан-Пиер Мелвил, френски кино-режисьор (* 1917 г.)
- 1976 г. – Фриц Ланг, австрийски режисьор (* 1890 г.)
- 1979 г. – Виктор Раул Ая де ла Торе, перуански политик (* 1895 г.)
- 1983 г. – Филип Филипов, български театрален режисьор и общественик (* 1914 г.)
- 1988 г. – Реймънд Карвър, американски писател (* 1938 г.)
- 1997 г. – Уилям Бъроуз, американски романист (* 1914 г.)
- 2009 г. – Адолф Ендлер, немски поет (* 1930 г.)
- 2016 г. – Ахмед Зеуаил, американски химик и Нобелов лауреат (* 1946 г.)
- 2022 г. – Величко Минеков, български скулптор (* 1928 г.)

## Празници
- Възпоменателен ден на геноцида срещу ромите и синтите (по повод Биркенау, 1944 г.)
- Православна църква – Илинден (стар стил), в почит на свети Илия
- Азербайджан – Ден на националното кино
- България – Празник на Българската социалистическа партия – 41-вият конгрес на БСП (3 – 6 юни 1994 г.) одобрява за празник на Партията 2 август – деня на Учредителния конгрес на БСДП – 2 август 1891 г. (20 юли стар стил)
- България – Годишнина от Илинденско-Преображенското въстание
- Гвиана – Ден на свободата
- Северна Македония – Ден на Републиката (национален празник)
- Русия, Украйна и Беларус – Ден на десантните войски
- Сърбия – Ден на авиацията